# Рух (футбольный клуб, Здзешовице)
«Рух» Здзешовице (пол. Ruch Zdzieszowice) — польский футбольный клуб, выступающий во Второй лиге.

## История названий
- 1946 — Первый рабочий спортивный клуб «Анна» Здзешовице
- «Уния» Здзешовице
- 1965 — Металлургический спортивный клуб «Рух» Здзешовице

## Достижения
- Выход во Вторую лигу — 2009/2010
- Опольский кубок Польши — 2008/2009, 2009/2010